# جزیره ملویل (نواحی شمال غرب و نوناووت)
جزیره ملویل (نواحی شمال غرب و نوناووت) (به انگلیسی: Melville Island (Northwest Territories and Nunavut)) یک جزیره در کانادا است که در نواحی شمال غرب واقع شده‌است.

## خصوصیات
جزیره ملویل ۴۲٬۱۴۹ کیلومترمربع مساحت و ۰ نفر جمعیت دارد.